# Норабак
Норабак (арм. Նորաբակ) — село в Армении в марзе Гегаркуник, район Варденис.

## География
Расположено в 179 км к востоку от Еревана, в 86 км к юго-востоку от областного центра — города Гавара, в 11 км к юго-востоку от Вардениса, в 14 км от юго-восточного берега озера Севан и 3 км к северу от Шатвана.

## История
Прежние названия села: до 1995 года — азерб. Каракоюнлу.
В составе Российской империи село Гарагоюнлу поначалу входило в состав Гёгчайского округа Эриванской провинции Армянской области. В начале XX века жители селения в ходе армяно-турецко–азербайджанского конфликта были вынуждены его покинуть. Однако в 20-е годы XX века, после урегулирования конфликта, советская власть снова заселяют эти места азербайджанцами. Селение в 2 км от государственной границы с Азербайджаном (Кельбaджaрский район).
Конфликт, который начался в 1988 году между Армянской ССР и Азербайджанской ССР из-за принадлежности НКАО, привёл к этническим противостояниям в регионе. Азербайджанское население вынуждено было оставить населённые пункты вокруг города Вардениса, в том числе в этом селении.

## Население
По данным «Кавказского календаря» 1912 года в селе Гарагоюнлу Новобаязетского уезда Эриванской губернии жило 154 человек, в основном азербайджанцев, указанных в календаре как «татары».
До 1988 года, то есть до начала конфликта в Карабахе, жителями селения были азербайджанцы, затем в национальном составе села стали преобладать армяне. За последние 28 лет численность населения значительно сократилась. Среди жителей преобладают люди пенсионного возраста, как по всему региону, так как молодежь покидает родные места в связи с отсутствием рабочих мест и инфраструктуры.
Численность населения — 1427 человек на 1 декабря 1988, 241 человека на 1 января 2012.

## Экономика
В советское время в селе было развито сельское хозяйство, в основном животноводство и выращивание табака. В XXI веке экономическая деятельность населения ограничивается ведением натурального хозяйства. Однако, ограниченная часть население занимается животноводством. Горный рельеф региона этому способствует.

## Достопримечательности
Село со всех сторон окружено горами, на подножьях которых много красивых мест с обилием цветов, разных бабочек. А также следы древней истории человечества.

## Известные уроженцы
- Ашуг Муса — азербайджанский ашуг[4].
- Ашуг Асад — азербайджанский ашуг[8].